# João Costa
João Costa är en kommun i Brasilien.   Den ligger i delstaten Piauí, i den östra delen av landet, 1 000 km nordost om huvudstaden Brasília. Antalet invånare är 2 960.
Omgivningarna runt João Costa är huvudsakligen savann. Trakten runt João Costa är nära nog obefolkad, med mindre än två invånare per kvadratkilometer.